# Jan Rostworowski (jezuita)
Jan Kanty Rostworowski, jezuita (ur. 8 listopada 1876 w Górce Narodowej, zm. 13 stycznia 1963 w Warszawie) – polski pisarz katolicki i rekolekcjonista.

## Życiorys
Pochodził z rodziny arystokratycznej. Był synem ziemianina Feliksa hr. Rostworowskiego i Jadwigi z Popielów (córki Pawła Popiela). Jego bratem stryjecznym był Karol Hubert Rostworowski.
Studiował we Fryburgu Szwajcarskim i Krakowie. Wykładał teologię dogmatyczną w Krakowie. Był redaktorem miesięcznika Sodalis Marianus i współpracownikiem Przeglądu Powszechnego. Pełnił funkcję rektora (Stara Wieś, Chyrów). Wygnany na Syberię opracował popularne Obrazki z życia Zbawiciela (1916). Po powrocie do Krakowa był m.in. redaktorem pism: Wiara i Życie, Posłaniec Serca Jezusowego, Głosy Katolickie i dyrektorem Wydawnictwa Księży Jezuitów.
W okresie międzywojennym występował przeciwko utworzeniu Wydziału Teologii Ewangelickiej Uniwersytetu Warszawskiego.
Po wojnie współpracował z Przeglądem Powszechnym i Przewodnikiem Katolickim.

## Życie prywatne
| 4. Stanisław Rostworowski stryjeczny wnuk Stanisława Małachowskiego |  |                            |  |  |                           |
|                                                                     |  | 2. Feliks Rostworowski     |  |  |                           |
| 5. Urszula Potulicka wnuczka Eliasza Wodzickiego                    |  |                            |  |  |                           |
|                                                                     |  |                            |  |  | 1. Jan Kanty Rostworowski |
| 6. Paweł Chościak Popiel                                            |  |                            |  |  |                           |
|                                                                     |  | 3. Jadwiga Chościak Popiel |  |  |                           |
| 7. Emilia Sołtyk szwagierka Henrietty Ewy Ankwiczówny               |  |                            |  |  |                           |
|                                                                     |  |                            |  |  |                           |